# Ministère de l'Éducation, de la Culture, des Sports, des Sciences et de la Technologie
Pour les autres articles nationaux ou selon les autres juridictions, voir Ministère de l'Éducation.
Pour les autres articles nationaux ou selon les autres juridictions, voir Ministère de la Culture.
Le ministère de l'Éducation, de la Culture, des Sports, des Sciences et de la Technologie (文部科学省, Monbu-kagaku-shō, littéralement « ministère des affaires culturelles et de la science »), officiellement traduit en anglais Ministry of Education, Culture, Sports, Science and Technology (MEXT), souvent abrégé en Monbushō (文部省) ou Monkashō (文科省), est un des départements ministériels du Cabinet du Japon.
Il a été créé le 6 janvier 2001, lors de la réorganisation du deuxième cabinet de Yoshirō Mori, par la fusion du ministère de l'Éducation, fondé en 1871 durant l'ère Meiji, et de l'Agence des Sciences et des Technologies (科学技術庁, Kagaku-Gijutsu-chō, Science and Technology Agency (STA) en anglais), créée en 1956.
Il siège au 3-2-2 Kasumigaseki, Chiyoda-ku à Tokyo. Il est actuellement dirigé, depuis le 1er octobre 2024, par Toshiko Abe, membre du 102e Cabinet du Japon emmené par Shigeru Ishiba.

## Missions
Ses attributions principales, particulièrement vastes, concernent donc quatre secteurs :
- l'éducation : il organise et coordonne le système éducatif au Japon, faisant appliquer et pouvant amender la loi fondamentale sur l'éducation de 1947 qui définit les principes de l'éducation basés sur l'égalité des chances et un enseignement obligatoire et gratuit pendant neuf ans, et sert de point de départ à toutes les autres lois éducatives (la loi de l'éducation scolaire et la loi de l'éducation sociale). Il établit tous les cinq ans et met en place le Plan élémentaire pour la promotion de l'Éducation. Il définit les programmes, qui peuvent néanmoins être adaptés sous certaines circonstances par les Bureaux de l'Éducation des préfectures ou des communes, et donc l'utilisation par les établissements des manuels scolaires agréés par le ministère. Si à l'origine les universités et établissements supérieurs publics dépendaient directement du ministère, une réforme en 2004 les a transformés en entreprises publiques pleinement autonomes quoique toujours placées sous le contrôle gouvernemental et donc du ministère de l'Éducation. Le MEXT coordonne toutefois toujours les programmes d'échanges universitaires avec l'étranger, notamment le programme JET (emploi de diplômés étrangers, essentiellement anglophones, comme enseignants assistants en langue, conseillers éducatifs sportifs dans les établissements élémentaires ou secondaires) et délivre la « Bourse Monbukagakusho » pour les étudiants étrangers. Il organise les règles de la formation continue ou professionnelle.
- la culture : par le biais d'une Agence pour les Affaires culturelles dépendant directement du ministère. Il adopte et fait appliquer des mesures visant à promouvoir les différents aspects de la culture (la langue japonaise, les arts, la littérature, les musées et les manifestations ou festivals, par l'octroi d'aides et de subventions notamment), qu'elle soit traditionnelle ou moderne, au Japon ainsi que la culture japonaise à l'étranger (par des échanges culturels internationaux ou l'aide à la traduction et à la diffusion de la littérature ou du cinéma japonais), selon les principes de la loi fondamentale pour la promotion de la culture et des arts de 2001. Il gère le patrimoine culturel national et la liste des trésors nationaux, et décide des attributions de l'Ordre de la Culture, qui est ensuite officiellement décerné par l'empereur. Il définit également la législation de protection et d'utilisation de la propriété littéraire et artistique et la politique du droit d'auteur au Japon. Il est enfin responsable des affaires religieuses, gérant notamment le statut de « personne juridique religieuse » qui offre une personnalité juridique propre à certains édifices et organisations religieux.
- la jeunesse et les sports : définit les politiques coordonnées visant au développement tant mental que physique des Japonais que sont : la promotion de tous les sports (par l'amélioration de l'éducation physique scolaire en produisant des outils de travail pour les enseignants ou en aidant les autorités locales pour organiser des activités sportives en club dans les écoles, par la définition du principe d'une « Société sportive durable » afin d'améliorer l'accès à tous à des activités sportives par des aides aux associations et clubs locaux ou par le biais de campagnes de sensibilisation, et le développement de la place des sportifs de haut niveau dans les compétitions internationales par la création de centres nationaux d'entraînement et des subventions aux fédérations et aux clubs de haut niveau), l'organisation de la sensibilisation à l'hygiène et à la santé à l'école (par le biais de programmes visant à promouvoir l'éducation nutritive dans les écoles et pousser les jeunes à avoir une alimentation plus diététique, la prévention de la délinquance et la psychologie scolaire, et la promotion de la santé scolaire par la prévention contre la drogue, l'éducation sexuelle et l'adaptation des établissements et des salles de cours aux personnes handicapées et aux allergies) et la promotion d'un « développement sain de la jeunesse » (par le biais d'activités expérimentales pour les jeunes comme les sorties scolaires, la sensibilisation à l'environnement, les activités en groupe ou les programmes d'échanges avec l'étranger, par la résolution des problèmes de la jeunesse avec la création et la gestion d'endroits spécialisés pour les jeunes en difficultés sociales ou de santé et des mesures visant à rendre leur environnement moins hostile, et par la promotion d'activités de lecture pour enfants à travers le pays).
- les sciences et technologies : il organise la promotion des sciences et des technologies au Japon (tant des activités de recherche à proprement parler que de l'intérêt de la population, des groupes industriels ou des collectivités locales pour la question) en établissant le plan élémentaire quinquennal des sciences et technologies qui définit les priorités des politiques de recherche et développement, les subventions et fonds alloués dans ce domaine, coordonne les actions des industriels, des centres de recherche et du gouvernement en la matière, crée, organise et gère les instituts et fondations de recherche publiques en sciences et technologies et prévoit la création de clusters. Les actions du MEXT en la matière représentent ainsi 65 % du total des dépenses du gouvernement en matière de recherche et de développement. Le ministère évalue également ses propres activités de recherche et de développement et rend chaque année un rapport sur la promotion des sciences et technologies à la Diète. Il gère le système de formation tout au long de la vie et la délivrance des certificats aux chercheurs et ingénieurs, et met en place des mesures visant à promouvoir leur mobilité. Il gère le statut administratif des chercheurs et ingénieurs, et définit les règles de reconnaissance et d'équivalence de diplômes internationaux. Il est également responsable de la règlementation concernant la sécurité nucléaire.

## Administration interne

### Ministres, vice-ministres et secrétaires parlementaires
- Ministre (大臣, Daijin?) :

| Personnalité | Parti | Faction | Diète        | Circonscription |
| ------------ | ----- | ------- | ------------ | --------------- |
| Toshiko Abe  | PLD   |         | Représentant |                 |

- 1ers vice-ministres (副大臣, Fuku-daijin?) :

| Personnalité    | Parti | Faction   | Diète        | Circonscription        |
| --------------- | ----- | --------- | ------------ | ---------------------- |
| Yaichi Tanigawa | PLD   | Machimura | Représentant | Nagasaki (3e district) |
| Teru Fukui      | PLD   | Kishida   | Représentant | Kōchi (1er district)   |

- Secrétaires parlementaires (政務官, Seimukan?) :

| Personnalité     | Parti | Faction   | Diète        | Circonscription         |
| ---------------- | ----- | --------- | ------------ | ----------------------- |
| Hideki Niwa      | PLD   | Kōmura    | Représentant | Aichi (6e district)     |
| Hiroyuki Yoshiie | PLD   | Machimura | Représentant | Kanagawa (16e district) |

### Vice-ministre administratif

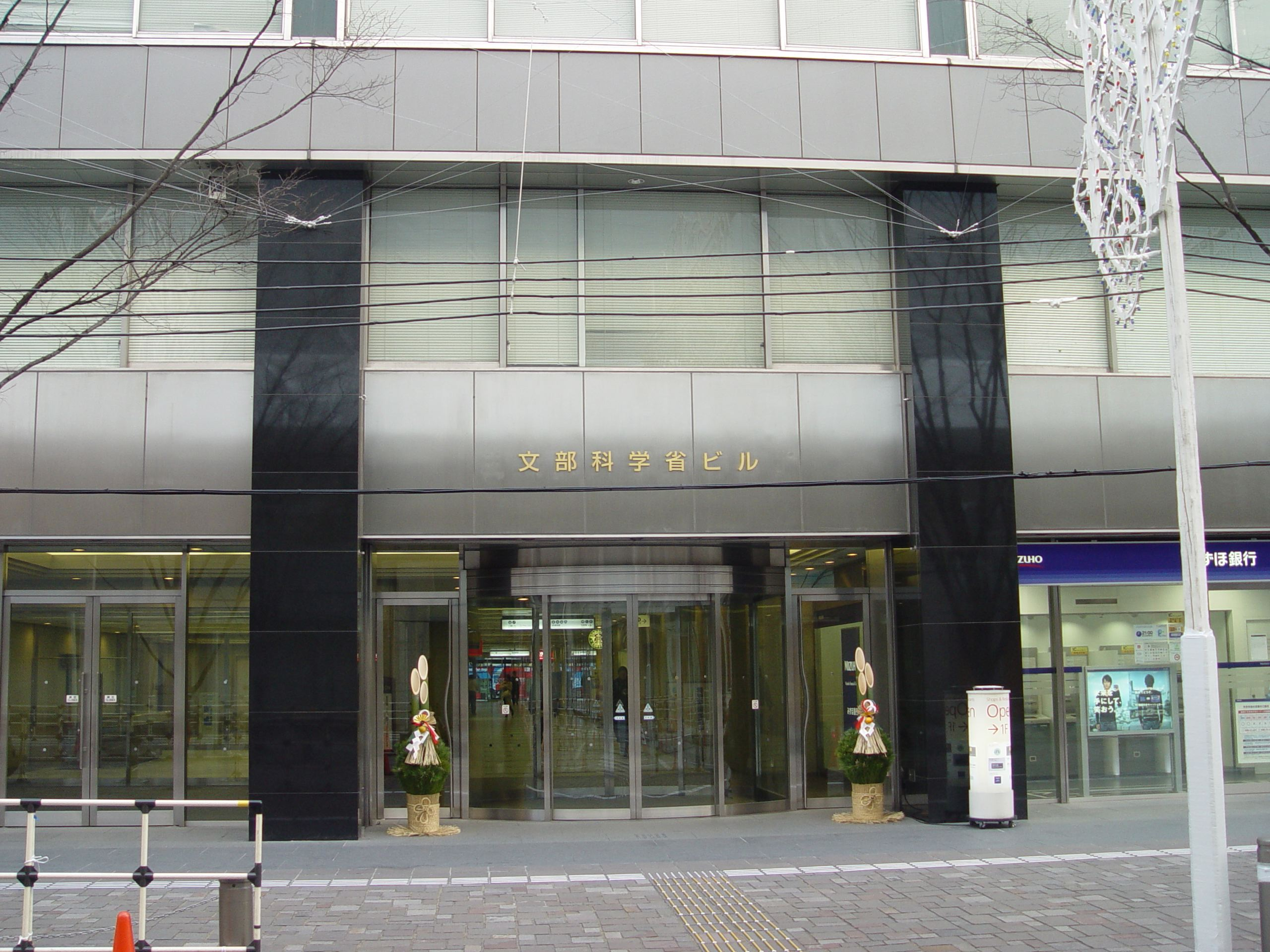
Entrée du ministère.

Le « vice-ministre administratif » (事務次官, Jimu-jikan) est au Japon le haut fonctionnaire placé au sommet hiérarchique de l'administration d'un ministère, juste après le ministre, les premiers vice-ministres et les secrétaires parlementaires qui sont eux des hommes politiques membres du gouvernement. Depuis la réforme de 1998, appliquée en 2001, il n'y en a plus qu'un par ministère. Le vice-ministre administratif assiste le ministre dans des domaines tels que maintenir l'ordre dans les affaires administratives du ministère ou superviser le travail des divisions, bureaux, institutions affiliées et bureaux locaux. Jusqu'en 2009, une conférence des vice-ministres administratifs (事務次官等会議, Jimu-jikan-tō kaigi) de chaque ministère se réunissait deux fois par semaine (le lundi et le jeudi), un jour avant un conseil des ministres, pour coordonner les dossiers à l'ordre du jour de ce dernier. Cette réunion, critiquée tout particulièrement par le PDJ et de manière générale par les membres de l'opposition au PLD comme l'un des principaux symboles de la trop forte place laissée aux hauts-fonctionnaires dans la direction de l'État au détriment des hommes politiqueS, a été supprimée dès l'arrivée au pouvoir des démocrates en septembre 2009. L'actuel vice-ministre administratif de l'Éducation, de la Culture, des Sports, des Sciences et de la Technologie est, depuis le 30 juillet 2010, Kiyoshi Shimizu (issu du ministère de l'Éducation et de la Culture, était, avant l'accession à ce poste, directeur délégué, ou secrétaire général, de l'Éducation, de la Culture, des Sports, des Sciences et de la Technologie).

### Services administratifs
- Secrétariat du ministre (大臣官房, Daijin kanbō?)
- Éducation :
  - Bureau de la politique de formation tout au long de la vie (生涯学習政策局, Shōgai-gakushū seisaku kyoku?) : s'occupe de la politique de formation continue et professionnelle, de l'éducation sociale, du maintien de l'égalité des chances et des sexes dans l'accès à la formation et des médias éducatifs.
  - Bureau de l'enseignement primaire et secondaire (初等中等教育局, Shotō - Chūtō kyōiku kyoku?) : s'occupe de l'élaboration et de l'application des programmes du primaire et du secondaire, de l'application de la loi fondamentale de l'éducation, des règles de recrutement, de formation et de gestion de carrière du personnel éducatif.
  - Bureau de l'enseignement supérieur (高等教育局, Kōtō-kyōiku kyoku?) : aux attributions limitées depuis l'autonomie des universités nationales, il s'occupe surtout de la planification universitaire, du statut des enseignants et des étudiants, des diplômes et des échanges internationaux. Y est également rattaché le Département de l'Institution éducative privée (私学部, Shiri-tsugatsu bu?) qui réglemente et assure les relations avec les établissements scolaires privés.
- Sciences et Technologie :
  - Bureau de la politique des Sciences et Technologies (科学技術・学術政策局, Kagaku-Gijutsu ・ Gakujutsu seisaku kyoku?) : chargé surtout de la coordination des actions de recherche et développement, des infrastructures, de la sécurité nucléaire, de la planification et de l'évaluation et des affaires internationales en la matière.
  - Bureau de la promotion de la recherche (研究振興局, Kenkyū shinkyō kyoku?) : s'occupe plus particulièrement de la politique de recherche, notamment de la coopération entre les chercheurs et le monde de l'industrie, des institutions scientifiques, des aides à la recherche et de l'information.
  - Bureau de la recherche et du développement (研究開発局, Kenkyū-kaihatsu kyoku?) : organise les politiques de recherche en fonction des sujets d'études les plus stratégiques au Japon : la sismologie, l'océan et la terre (océanographie, géographie, géologie), la recherche spatiale (astronomie, astrophysique et la conquête de l'espace), ou encore l'énergie nucléaire.
- Bureau des Sports et de la Jeunesse (スポーツ・青少年局, Supōtsu ・ Seishōnen kyoku?) : s'occupe des dossiers concernant la jeunesse et les sports.
- Directeur général pour les Affaires internationales (国際統括官, Kokusai tōkatukan?) : s'occupe des relations internationales du ministère.

### Agence pour les Affaires culturelles
L'Agence pour les affaires culturelles (文化庁, Bunkachō), organisme spécial rattaché au ministère chargé tout spécialement des affaires culturelles, créé en 1968. Il est dirigé par un Commissaire aux affaires culturelles (文化庁長官, Bunkachō chōkan), en l'occurrence Hideo Tamai depuis le 14 juillet 2009.
Elle comprend :

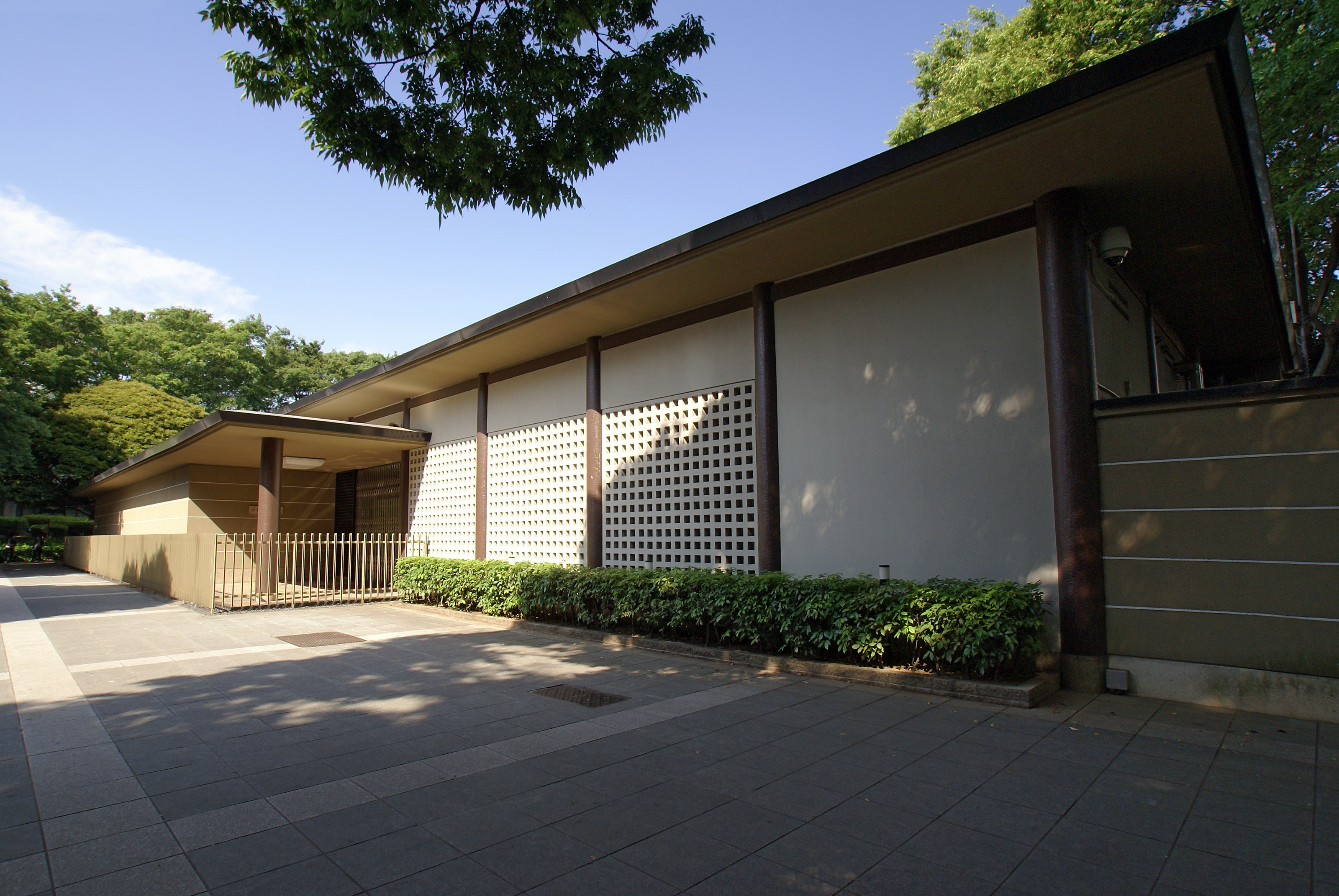
Le siège de l'Académie des Arts du Japon

- le Secrétariat du commissaire (長官官房, Chōkan kanbō?),
- le Département des affaires culturelles (文化部, Bunka-bu?) : promotion artistique et culturelle, de la langue japonaise et affaires religieuses,
- le Département des biens culturels (文化財部, Bunkazai-bu?) : gestion des trésors nationaux et des biens culturels possédés par l'État dans les domaines de la culture traditionnelle, des beaux arts, des monuments et sites ou de l'architecture et autres structures,
- une institution spéciale : l'Académie des Arts du Japon (日本芸術院, Nihon Geijutsuin?), fondée en 1907 en tant que Comité de contrôle des Beaux-Arts, puis renommé Académie impériale des Beaux-Arts en 1911, Académie impériale des Arts en 1937 avant d'obtenir son nom actuel en 1947. Siégeant dans le parc d'Ueno à Tōkyō, il comprend 120 membres nommés à vie par le ministère et divisés en trois catégories (beaux-arts, culture pour la littérature, et la musique et le théâtre). Elle discute des questions artistiques, conseille le ministre dans ce domaine et participe à la promotion des arts.

### Organismes et institutions spéciales rattachées au ministère

#### Institutions de recherche sur les politiques du ministère
Deux instituts nationaux de recherche sur les politiques éducatives, scientifiques et technologiques, chargés de fournir des outils de travail et des axes de réflexion pour la planification, la formulation et le développement des actions du ministère, siègent au MEXT : 
- l'Institut national pour la recherche sur la politique éducative (国立教育政策研究所, Kokuritsu kyōiku seisaku kenkyū-sho?), ou officiellement traduit en anglais par National Institute for Educational Policy Research (NIER), fondé en 1949 en tant qu'Institut national pour la recherche éducative et renommé en 2001.
- l'Institut national pour la recherche sur la politique des Sciences et Technologies (科学技術政策研究所, Kagaku-Gijutsu seisaku kenkyū-sho?), ou officiellement traduit en anglais par National Institute of Science and Technology Policy (NISTEP), fondé en 1988 en tant qu'organisme rattaché à l'époque à l'Agence des Sciences et des Technologies.

#### Institutions spéciales
Trois institutions spéciales dépendent du MEXT :
- l'Académie du Japon (日本学士院, Nihon gakushi'in?), fondée en 1879 sous le nom d'Académie impériale puis renommée Académie du Japon en 1947, est une organisation honorifique regroupant des universitaires, chercheurs, intellectuels et scientifiques s'étant distingué par leurs travaux, sur le modèle de la Royal Society britannique ou de l'Académie des sciences française. Elle décerne chaque année un certain nombre de prix visant à récompenser un ou plusieurs chercheurs non académiciens. Elle siège dans le parc d'Ueno à Tōkyō.
- le Quartier général de la promotion de la recherche sur les tremblements de terre (地震調査研究推進本部, Jishin chōsa kenkyū suishin honbu?), créé en 1995 à la suite de la catastrophe du grand tremblement de terre de Kōbe, rattaché initialement au bureau du Premier ministre puis au MEXT à partir de 2001, il est chargé de promouvoir la recherche en sismologie et de diffuser régulièrement des informations sur l'activité sismique dans le pays, dans le but de renforcer les mesures de prévention et tenter de réduire les dommages, humains ou matériels, causés par les tremblements de terre. Il est dirigé par le ministre de l'éducation, de la culture, des sports, des sciences et de la technologie. Il siège dans le bâtiment du ministère.
- le Commission nationale japonaise pour l'UNESCO (日本ユネスコ国立委員会, Nihon UNESCO kokuritsu iinkai?), créé en 1952, un an après l'adhésion du Japon à cette organisation internationale, elle coordonne les actions du Japon au sein et dans le cadre de l'UNESCO.

#### Bureau décentralisé
Le Bureau de l'Énergie atomique de Mito (水戸原子力事務所, Mito genmiryoku jimusho).

### Conseils consultatifs du ministère
À l'organisation administrative interne du ministère s'ajoutent un certain nombre de conseils composés de spécialistes, professionnels et techniciens extérieurs à l'administration du ministère mais nommés par le ministre avec le consentement du Cabinet et chargés de délibérer, de donner leur avis et de conseiller le ministre sur certaines questions. Ils émettent des rapports qui doivent être consultés par le ministre et servent souvent de base aux réformes entreprises. Les trois principaux sont :
- le Conseil central de l'Éducation (中央教育審議会, Chūō kyōiku shinkikai?) : formé en 2001 lors de la réforme gouvernementale par la fusion des sept conseils de l'ancien ministère de l'éducation et de la culture, chargé du domaine éducatif, à savoir le précédent conseil central de l'éducation (créé en 1952) ainsi que les conseils de l'éducation tout au long de la vie (créé en 1990), de l'éducation scientifique et professionnelle (créé en 1997), du curriculum (créé en 1950), de la formation du personnel éducatif (créé en 1997), des universités (créé en 1987) et de l'éducation sanitaire et physique (créé en 1951). Il donne son avis, délibère et conseille le ministre sur les dossiers concernant le système éducatif, la formation, les règles des enseignements primaires, secondaires et supérieurs, la jeunesse et les sports. Il est composé de 30 membres ayant une importante expérience académique.
- le Conseil pour les Sciences et les Technologies (科学技術・学術審議会, Kagaku-Gijutsu ・ Gakumon shinkikai?) : formé en 2001 lors de la réforme gouvernementale par la fusion de six conseils dont quatre issus de l'ancienne Agence des Sciences et des Technologies : à savoir les conseils de l'aviation et des techniques électroniques, du développement de l'océan, de l'étude des ressources et des ingénieurs professionnels, et deux du ministère de l'éducation : ceux du milieu universitaire et de géodésie. Il donne son avis, délibère et conseille le ministre sur les dossiers concernant la planification et l'évaluation scientifique, sur l'étude des ressources, les technologies, le développement océanique, la géodésie, les ingénieurs professionnels, la bioéthique, la sécurité biologique et les fondations de recherche et technologiques. Il est composé de 21 membres, essentiellement des chercheurs, scientifiques, ingénieurs ou industriels dans le domaine des nouvelles technologies.
- le Conseil pour les Affaires culturelles (文化審議会, Bunka shinkikai?) : rattaché à l'Agence pour les affaires culturelles, formé en 2001 lors de la réforme gouvernementale par la fusion des conseils pour la langue nationale, pour le droit d'auteur, pour la protection du patrimoine culturel et pour la sélection des personnes au mérite culturel. Il donne son avis, délibère et conseille le ministre sur les dossiers concernant la promotion et la défense de la langue nationale, le système du droit d'auteur, la protection et l'utilisation des biens culturels et la sélection des personnes récompensées pour leurs activités dans le domaine de la culture (ordre de la culture et mérite culturel). Il est composé de trente membres, des artistes, historiens, intellectuels ou personnalités du monde de la culture.

Il existe également un Conseil pour l'examen et l'autorisation des manuels scolaires (教科用図書検定調査審議会, Kyōka-yōtosho kentei chōsa shinkikai), un Conseil pour la création des universités et les corporations scolaires privées (大学設置・学校法人審議会, Daigaku setsushi ・ Gakkō hōjin shinkikai), un Conseil pour le rayonnement ionisant (放射線審議会, Hōshasen shinkikai), un Conseil pour les corporations religieuses (宗教法人審議会, Shūkyō hōjin shinkikai, auprès de l'Agence pour les affaires culturelles), un Comité de contrôle des institutions administratives indépendantes (独立行政法人評価委員会, Dokuritsu gyōsei hōjin hyōka iinkai), un Comité de contrôle de la Corporation nationale des universités (国立大学法人評価委員会, Kokuritsu daigaku hōjin hyōka iinkai), un Comité pour le développement spatial (宇宙開発委員会, Uchū kaihatsu iinkai) et une Conférence sur la coopération de la Recherche (調査研究協力者会議, Chōsa kenkyū kyōryoku shakaigi).

### Institutions administratives indépendantes
Les Institutions administratives indépendantes (IAI) (独立行政法人, Dokuritsu gyōsei hōjin) sont des organisations gouvernementales légalement créées par la loi fondamentale de réforme des ministères gouvernementaux de 1998 mais pour la première fois mis en place en 2001. Elles ne sont pas soumises à la Loi d'Organisation du Gouvernement national, comme les ministères et autres structures gouvernementales. Selon cette réforme, les IAI sont les organes chargés des fonctions d'application de la politique gouvernementale (elles exécutent), quand les ministères et agences ont conservé les fonctions de planification et d'élaboration de la loi. Les IAI disposent de méthodes de gestion empruntées au secteur privé et disposent d'une large autonomie dans leurs actions et la gestion de leur budget, tout en étant rattachées à des ministères. 21 d'entre elles sont placées sous le contrôle du MEXT :
- l'Institut national à l'éducation spécialisée (国立特別支援教育総合研究所, Kokuritsu tokubetsusien kyōiku sōgō kenkyūjo?, NISNE), créé en 1971 et réformé pour devenir une IAI en 2001, il s'occupe des aides et aménagements à la scolarité des élèves en situations (sociales, physiques ou mentales) difficiles. Il siège à Yokosuka dans la préfecture de Kanagawa.
- le Centre national des examens d'entrée à l'Université (独立行政法人大学入試センター, Dokuritsu gyōsei hōjin daigaku nyushi sentā?, DNC), il gère et organise le test du Centre national des admissions à l'université (大学入学者選抜大学入試センター試験, Daigaku Nyūgakusha Senbatsu Daigaku Nyūshi Sentā Shiken?), concours national qui clôt le lycée et sert de bases aux universités, publiques ou privées, pour le recrutement de leurs futurs étudiants, un plus grand choix étant laissé aux candidats arrivés en haut du classement. Fondé en 1977, il était initialement responsable du précédent examen de fin de scolarité, le test général de première étape (共通第１次学力試験, Kyōtsū daiichiji gakuryoku shiken?) en vigueur de 1979 à 1990, date de son changement de nom pour devenir l'actuel Sentā Shiken. Depuis 2003, le DNC gère également les concours d'entrées aux écoles de droit. Il siège dans l'arrondissement de Megura à Tōkyō.
- l'Institution nationale pour la promotion de l'éducation de la jeunesse (国立青少年教育振興機構, Kokuritsu seishōnen kyōiku shinkō kikō?, NIYE), créé en 2006 et siégeant à Gotenba dans la préfecture de Shizuoka, il gère à travers le pays un réseau de logements collectifs et installations d'animations socioculturelles subventionnés à destination de la jeunesse et issu de la fusion de trois anciennes IAI : 
  - le Centre pour la jeunesse du Mémorial olympique national (国立オリンピック記念青少年総合センター, Kokuritsu Orinpikku kinen seishōnen sōgō sentā?), développé à partir de 1965 à l'emplacement de l'ancien village olympique des Jeux d'été organisés à Tōkyō en 1964, dans l'arrondissement de Shibuya. Il comprend un certain nombre de logements et de facilités pour accueillir des manifestations scolaires ou étudiantes.
  - la Maison nationale éclairée de la jeunesse (国立青少年交流の家, Kokuritsu seishōnen kōryū no uchi?), un réseau de treize « maisons éclairées de la jeunesse » disposant de logements collectifs subventionnés à destination de la jeunesse. La première fut créée par Akihito, alors encore prince héritier et aujourd'hui empereur du Japon, en 1959 afin de célébrer son mariage avec Michiko Shōda.
  - la Maison nationale de la nature pour la jeunesse (国立青少年自然の家, Kokuritsu seishōnen shizen no uchi?), réseau de quatorze « maisons de la nature », logements et aménagements socioculturels pour la jeunesse en milieu rural, visant à l'apprentissage de la nature. La première fut créée à Muroto, dans la préfecture de Kōchi au sud-est de l'île de Shikoku.
- le Centre national d'éducation de la femme (国立女性教育会館, Kokuritsu josei kyōiku kaikan?, NWEC), fondé en 1977, il mène des enquêtes, des études et organise des stages et formations dans le but d'améliorer l'égalité des chances entre femmes et hommes. Il est basé dans le bourg de Ranzan dans le district de Hiki de la préfecture de Saitama.
- le Centre national pour le développement des enseignants (教員研修センター, Kyōin kunren sentā?, NCTD), qui siège à Tsukuba dans la préfecture d'Ibaraki. Fondé en 2001, il organise des stages de formation pour les enseignants, les chefs d'établissements et personnels administratifs du système éducatif et diffuse des outils à destination de ces derniers afin de les aider à améliorer leur travail.
- l'Agence de promotion des Sciences et Technologies (科学技術振興機構, Kagaku-Gijutsu shinkyō kikō?, JST), créé en tant qu'IAI en 2006 sur la base de l'ancienne Corporation des Sciences et des Technologies elle-même créée en 1996 par la fusion du Centre d'Information des Sciences et Technologies (créé en 1957) et de la Corporation de la Recherche et du Développement (créée en 1961). Elle est chargée de l'application du plan fondamental des sciences et technologies et à ce titre promeut la création de savoir scientifique et technologique et son partage avec le secteur privé et la nation. Elle siège à Kawaguchi dans la préfecture de Saitama.
- la Société japonaise pour la promotion de la Science (日本学術振興会, Nihon Gakujutsu Shinkō Kai?, JSPS), fondée en 1932 comme une fondation caritative grâce à un don de l'empereur Shōwa (Hirohito). Elle est transformée en une organisation semi-gouvernementale sous l'égide du ministère de l'éducation en 1967 et devient une IAI en 2003. Ses actions visent à soutenir les jeunes chercheurs, à promouvoir la coopération scientifique internationale, à délivrer des aides à la recherche scientifique, à appliquer le programme de la Recherche pour le futur, à supporter la coopération scientifique entre les mondes universitaires et industriels et à collecter et distribuer des informations sur les activités de recherche scientifique par le biais d'un mensuel (le Gakujutsu Geppo) ou l'édition d'ouvrages spécialisés. Il siège dans les quartiers d'Ichibancho et Kōjimachi dans l'arrondissement de Chiyoda à Tōkyō.
- l'Institut de recherche en physique et chimie (理化学研究所, Rikagaku Kenkyūsho?, RIKEN), important institut de recherche (tant théorique que pratique) en sciences pures (physique, chimie, biologie, science médicale, ingénierie et informatique), il regroupe plus de 3 000 chercheurs répartis sur six sites à travers le Japon et deux à l'étranger (le Complexe de Recherche Muon au Rutherford Appleton Laboratory de Chilton en Angleterre et un centre au Laboratoire national de Brookhaven à Upton sur Long Island aux États-Unis), le principal et siège central du RIKEN étant à Wakō dans la préfecture de Saitama. Il fut fondé en 1917 comme une fondation privée unissant des industriels, le gouvernement et la maison impériale, à la suite d'une proposition faite en 1913 par le chimiste Jōkichi Takamine et grâce essentiellement à des fonds apportés par le vicomte et industriel Eiichi Shibusawa. En 1927, il se dote d'un zaibatsu, le RIKEN Konzern, qui en 1939 compte pas moins de 121 usines et 63 compagnies dont l'actuel groupe d'électronique Ricoh. Durant la Seconde Guerre mondiale, il mène le programme nucléaire de l'armée japonaise jusqu'à ce que ses deux cyclotrons soient détruits par l'armée américaine en 1945. Les Alliés le transforment après la guerre en une simple compagnie, le Kagaku Kenkyūsho (科学研究所?) ou KAKEN (科研?), mais le gouvernement ressuscite le RIKEN en 1958 en tant que corporation publique. Il devient une IAI en 2003. Aujourd'hui, cet ensemble de laboratoires a notamment lancé le superordinateur RIKEN MDGRAPE-3, ainsi que le plus grand et le plus puissant synchrotron de troisième génération au monde, le SPring-8.
- l'Agence d'exploration aérospatiale (宇宙航空研究開発機構, Uchū kōkū kenkyū kaihatsu kikō?, JAXA), fondée en 2003 par la fusion de l'Institut des Sciences spatiales et aéronautiques (ISAS, fondé en 1964 par le regroupement de plusieurs centres de recherche dans le domaine de l'aérospatiale à l'université de Tokyo puis devenu un organisme national inter-universitaire en 1981, il a été à l'origine du lancement de plusieurs satellites et sondes d'exploration spatiale et s'est spécialisé dans l'astronomie des rayons X), du Laboratoire national d'aérospatiale (NAL, créé en 1955, spécialisé dans la construction aéronautique et aérospatiale) et de l'Agence nationale de développement spatial (NASDA, première agence spatiale du gouvernement japonais, créée en 1959, s'occupait des applications techniques quand les deux organismes précédemment cités s'orientaient plus vers la recherche, créateur notamment du JEM ou Kibō, l'un des modules prévus pour faire partie de l'Station spatiale internationale ISS). Il s'agit de l'agence spatiale, chargée des recherches et des applications techniques du programme spatial japonais. Il dispose de quatre centres : le centre d'intégration et d'entraînement des spationautes de Tsukuba dans la préfecture d'Ibaraki, la base de lancement de Tanegashima, sur l'île du même nom, et d'Uchinoura, dans la commune du même nom, tous deux dépendants de la préfecture de Kagoshima au sud de Kyūshū, et l'ancien centre de recherche de l'ISAS à Sagamihara dans la préfecture de Kanagawa.
- l'Agence japonaise de l'énergie atomique (日本原子力研究開発機構, Nihon genshiryoku kenkyū kaihatsu kikō?, JAEA ou Genken), créée en 2005, par la fusion de l'Institut japonais du développement du cycle nucléaire (JNC, institut de recherche publique sur le nucléaire civil fondée en 1998, héritière de la Corporation du développement du Fuel nucléaire et des Réacteurs énergétiques PNC elle-même créée en 1967 et spécialisée dans la surgénération et les réacteurs thermiques, ainsi que la prospection d'uranium en Australie) et l'Institut de recherche en énergie atomique du Japon (JAERI, créé en 1956 comme une organisation scientifique semi-gouvernementale, opérant des recherches pour l'installation de centrales nucléaires et sur le combustible nucléaire). Il dispose de plusieurs centres de recherche et de réacteurs expérimentaux, le principal restant l'institut de recherche de Tokaimura dans la préfecture d'Ibaraki. La JAEA est membre depuis 2005 du Partenariat mondial pour l'énergie nucléaire (GNEP) qui l'allie au français Areva et aux américains BWX Technologies et Washington Group International essentiellement dans des recherches visant à développer des réacteurs nucléaires à neutrons rapides et à caloporteur sodium.
- le Centre japonais pour la promotion des Sports (日本スポーツ振興センター, Nihon supōtsu shinkō sentā?, NAASH), fondé en tant qu'IAI en 2003, sur la base d'une Fondation de développement des sports créée par le ministère en 1990 et devenu en 2001 le Centre national des sciences sportives. Ses attributions sont : la gestion, l'entretien et le développement des terrains sportifs et stades nationaux, des opérations de recherche dans le domaine des sciences et de la médecine sportive, la gestion du Centre national d'entraînement (NTC) de Nishigaoka dans l'arrondissement de Kita à Tōkyō (fondé en 2000 pour une mise en service en 2008, vaste complexe sportif d'entraînement pour les sportifs de haut niveau), l'administration des aides à la promotion des sports, de l'organisation des votes dans le domaine de la promotion des sports, l'organisation du système d'entraide en cas d'accident et la diffusion des mesures sanitaires et de sécurité.
- l'Organisation des services aux étudiants du Japon (日本学生支援機構, Nihon gakusei shien kikō?, JASSO), fondée en 2004 par la fusion de la Fondation japonaise de la scolarité, de l'Association japonaise de l'éducation internationale, du Centre des étudiants domestiques et étrangers, de l'Institut des étudiants internationaux et de l'Institut des étudiants internationaux du Kansai. Il s'occupe des prêts pour la scolarité concédés aux étudiants japonais, des programmes scolaires pour les étudiants japonais à l'étranger (tels que les honneurs aux étudiants internationaux boursiers du privé, le programme de soutien au projet pilote d'échange d'étudiants avancés et du programme de promotion des échanges d'étudiants à court terme), des programmes d'échanges d'étudiants internationaux (établissement et gestion d'accommodations pour les étudiants étrangers, l'examen d'admission aux universités japonaises des étudiants étrangers, organisation de sessions de cours de japonais, gestion des allocations pour la construction d'accommodations et des programmes pour promouvoir des échanges d'études à l'étranger) et les programmes de soutien aux étudiants (organisation de la formation liée aux services de soutien à la vie étudiante, récolte et conservation d'informations, réalisation de sondages, études et recherches en la matière). Elle siège dans l'arrondissement de Midori à Yokohama dans la préfecture de Kanagawa.
- l'Agence des Sciences et Technologies de la Mer et de la Terre (海洋研究開発機構, Kaiyō kenkyū kaihatsu kikō?, JAMSTEC), fondée en 2004 en tant qu'IAI sur la base de l'ancien Centre pour les Sciences et les Technologies de la mer du Japon créé en 1971 comme une corporation de recherche unissant le gouvernement à des investisseurs privés. Il mène des activités de recherche et développement dans les domaines de l'écologie, l'océanographie ou la géologie à travers un certain nombre d'instituts et de programmes : l'Institut de recherche sur le changement mondial (écologie et climatologie, tout particulièrement sur le changement climatique et ses implications sur les environnements terrestres et océaniques), l'Institut de recherche sur les évolutions de la Terre (géologie, géophysique et géochimie dans l'optique de comprendre l'évolution du système Terre depuis sa création), l'Institut des Bio-géosciences (biologie, extrêmobiologie), les projets de recherche sur les Tremblements de terre et Tsunami et de Projection sur le Réchauffement climatique par le biais du superordinateur Earth Simulator, les laboratoires pour les Sciences des systèmes terrestres (ou laboratoire des écosystèmes précambrien) et pour les applications (collecte, conservation et diffusion de données climatologiques et météorologiques) ainsi que plusieurs infrastructures technologiques tels que le Centre technologique marin (développement notamment de véhicules sous-marins pour les explorations sous-marines, tout particulièrement en milieu extrême : fortes pressions ou zones volcaniques), le Centre simulateur de la Terre (gère, entretient et développe le superordinateur Earth Simulator), le Centre pour les explorations terrestres profondes (gère, entretient et développe le vaisseau d'exploration en eau profonde Chikyu) et le Centre de recherche de données pour les sciences de la mer et de la Terre (stockage et gestion des données scientifiques récoltées par les différents organismes et programmes du JAMSTEC).
- l'Institut national des écoles supérieures technologiques (国立高等専門学校機構, Kokuritsu kōtō senmon gakkō kikō?, Kosen), créé en 2004 pour gérer le réseau des écoles supérieures technologiques (actuellement au nombre de 55 disséminées dans l'ensemble du Japon), type d'établissement d'enseignement supérieur établi en 1961 qui offre une formation professionnelle et technique de cinq ans à des élèves diplômés au moins du collège dans le but d'en faire des ingénieurs et techniciens dans l'industrie japonaise. Des étudiants diplômés d'une école supérieure technologique peut soit immédiatement entrer dans le monde du travail, poursuivre une spécialisation au sein de l'école (pour ensuite pouvoir directement suivre des cours de master à l'université) ou bien intégrer une université au niveau de la 3e année. L'institut à Hachiōji dans la préfecture de Tōkyō.
- l'Institut national des Diplômes universitaires et de l'Évaluation en université (大学評価・学位授与機構, Daigaku Hyōka • Gakui Juyo Kikō?, NIAD-UE), créé en 1991 en tant qu'Institution du Centre d'études sur la remise des diplômes universitaires et du Comité pour l'étude pour la Création de la Création de Diplômes universitaires au sein du Collège doctoral de recherche avancée. Il devient un organisme national et gouvernemental en 1992 sous le nom d'Institut national des diplômes universitaires, avant de prendre son appellation actuelle en 1994. Son rôle est double : d'une part il décide de l'accréditation sous le label du NIAD-UE des cours de certains établissements d'enseignement supérieur contrôlés par le gouvernement et ayant un rôle stratégique afin de les rendre équivalents à un cursus universitaire traditionnel (notamment ceux de l'Académie des garde-côtes du Japon, l'École national d'Infirmerie, Académie de Défense nationale, l'École médicale de la Défense nationale, l'École de Météorologie, Université nationale de la Pêche ou l'Université polytechnique) et gère la remise des diplômes universitaires nationaux ; d'autre part il évalue les activités de recherche et d'enseignement des universités japonaises et des organismes affiliés et publie le résultat de ces évaluations. Il siège depuis 2003 dans un nouveau campus à Kodaira dans la préfecture de Tōkyō.
- le Centre des Finances et de la Gestion des Universités nationales (国立大学財務・経営センター, Kokuritsu daigaku zaimu ・ kē'ē sentā?, ZAM ou CUFM), créé en 1992 sous le nom de Centre pour le Financement des Universités nationales et réformé pour devenir une IAI sous son appellation actuelle en 2004. Il réalise des études, recherches afin de mieux conseiller les universités nationales en matière de gestion, de recherches de financement et de budget. Il siège dans l'arrondissement de Mihama à Chiba, dans la préfecture du même nom.
- le Museum national des Sciences (国立科学博物館, Kokuritsu Kagaku Hakubutsukan?, Kahaku), à la fois musée d'histoire naturelle et musée scientifique offrant un certain nombre d'expériences interactives et de pièces sur l'histoire technique et scientifique du Japon (avec notamment des expositions sur les activités scientifiques antérieures à l'ère Meiji), il est associé au jardin botanique de Tsukuba. Fondé en 1871 durant l'ère Meiji, il est situé dans le coin nord-ouest du parc d'Ueno à Tōkyō.
- l'Institut national de la Science des Matériaux (物質・材料研究機構, Busshitsu-zairyō kenkyū kikō?, NIMS), fondé en tant qu'IAI en 2001 par la fusion de l'Institut national de Recherche sur les Métaux (NRIM, créé en 1956 à Meguro à Tōkyō avant de se développer également à partir de 1979 sur un second campus à Tsukuba dans la préfecture d'Ibaraki, dans le cadre de la Tsukuba Science City) et l'Institut national de Recherche sur les Matériaux inorganiques (NIRIM, créé en 1966 dans l'arrondissement de Toshima à Tōkyō puis lui aussi progressivement délocalisé dans la Tsukuba Science City à partir de 1972). Il s'agit d'un institut de recherche (employant quelque 1 500 scientifiques sur quatre campus : trois dans la Tsukuba Science City baptisés Sengen, Namiki et Sakura, à quoi s'ajoute l'ancien site du NRIM à Meguro) orienté vers la science des matériaux et plus particulière les études, synthèses et applications sur les métaux, les semi-conducteurs, les supraconducteurs, les céramiques, les matières organiques et les nanomatériaux.
- l'Institut de Recherche pour les Sciences de la Terre et la Prévention des catastrophes (防災科学技術研究所, Bōsai kagaku-gijutsu kenkyūjo?, NIED ou Bōsaikaken), fondé en 1990 sur la base du Centre national de recherche pour la prévention des catastrophes lui-même créé en 1963, devenu une IAI en 2001. Siégeant dans la Tsukuba Science City dans la préfecture d'Ibaraki, il organise des recherches, études et surveillances en matière de sismologie, volcanologie, météorologie, cyclogénèse, nivologie, glaciologie, afin de mieux prévoir toute catastrophe naturelle.
- l'Institut des Sciences radiologiques (放射線医学総合研究所, Hōshasen-igaku sōgō kenkyūjo?, NIRS), fondé en 1957 sous l'égide de l'Agence des Sciences et Technologies et réorganisé en 2001 pour devenir une IAI. Il réalise des recherches en radiologie, radiographie, radiothérapie, radiopharmacologie, radioécologie et sur la protection contre les radiations. Son siège et principal complexe se situe dans l'arrondissement d'Inage à Chiba, dans la préfecture du même nom, et dispose d'un laboratoire de radioécologie marine à Hitachinaka dans la préfecture d'Ibaraki.
- le musée national d'Art (国立美術館, Kokuritsu bijutsukan?), rattaché à l'Agence pour les affaires culturelles, créé en [2001 pour centraliser la gestion de cinq musée d’art au Japon : le musée national d'art moderne de Tōkyō (東京国立近代美術館, Tōkyō Kokuritsu Kindai Bijutsukan?, MOMAT, premier musée d'art moderne et contemporain du Japon, créé en 1952, situé dans le parc de Kitanomaru et l'arrondissement de Chiyoda à Tōkyō), le musée national d'art occidental (国立西洋美術館, Kokuritsu Seiyō Bijutsukan?, NMWA, premier établissement spécialisé dans l'exposition d'œuvres artistiques occidentales au Japon, créé en 1959, situé dans le parc d'Ueno et l'arrondissement de Taitō à Tōkyō), le Musée national d'art moderne de Kyōto (京都国立近代美術館, Kyōto Kokuritsu Kindai Bijutsukan?, MOMAK, fondé en 1963 comme une annexe du musée national d'art moderne de Tōkyō et devenu une institution à part entière en 1967, il est situé dans l'arrondissement de Sakyō à Kyōto), le Musée national d'art d'Ōsaka (国立国際美術館, Kokuritsu Kokusai Bijutsukan?, NMAO), fondé en 1977 dans un bâtiment construit pour l'Exposition universelle de 1970 à Suita dans la préfecture d'Ōsaka et le Centre national d'art de Tōkyō (国立新美術館, Kokuritsu Shinbijutsukan?, NACT, créé en 2001, exposant des œuvres pour la plupart réalisées au XXe siècle, situé dans le district de Roppongi et l'arrondissement de Minato à Tōkyō).
- l'Institut national pour l'Héritage culturel (国立文化財機構, Kokuritsu bunkazai kikō?, NICH), rattaché à l'Agence pour les affaires culturelles, créé en 2007 par la fusion de l'Institut national de recherche sur le patrimoine culturel et du musée national (IAI créé en 2001 pour gérer les quatre grands musées nationaux), il centralise la gestion des quatre musées nationaux regroupant l'essentiel des trésors nationaux : le musée national de Tōkyō (東京国立博物館, Tōkyō Kokuritsu Hakubutsukan?, MNT, plus ancien et plus grand musée du Japon, créé en 1872, il regroupe quelque 110 000 articles essentiellement sur les arts japonais et asiatiques anciens, et siège dans le parc d'Ueno et l'arrondissement de Taitō à Tōkyō), le musée national de Kyōto (京都国立博物館, Kyōto Kokuritsu Hakubutsukan?, MNK, construit entre 1889 et 1895 et inauguré en 1897, situé dans l'arrondissement de Higashiyama à Kyōto), le musée national de Nara (奈良国立博物館, Nara kokuritsu hakubutsukan?, MNN, créé en 1889 et inauguré en 1895, dans l'antique capitale du Japon, Nara, et la préfecture du même nom) et le Musée national de Kyūshū (九州国立博物館, Kyūshū Kokuritsu Hakubutsukan?, Kyūhaku, construit entre 2001 et 2003 et inauguré en 2005, afin de regrouper des pièces d'exception retraçant l'histoire de l'île de Kyūshū de la préhistoire à l'ère Meiji, il est situé à Dazaifu dans la préfecture de Fukuoka) ; et deux instituts de recherche sur la préservation du patrimoine : l'Institut de Recherche des Biens culturels de Tōkyō (créé initialement en 1930 et réformé en 1952, principal centre des archives nationales et bibliothèque nationale située dans le parc d'Ueno et l'arrondissement de Taitō à Tōkyō) et celui de Nara (créé en 1972).
- l'Institut national de la Langue japonaise (国立国語研究所, Kokuritsu Kokugo Kenkyūjo?, NIJLA), rattaché à l'Agence pour les affaires culturelles, créé en 1948 et IAI depuis 2009. Il est chargé d'étudier, de surveiller, de promouvoir et de faire des recommandations pour un usage juste de la langue japonaise. Il est situé à Tachikawa dans la préfecture de Tōkyō.
- le Comité de promotion des Beaux-arts et de la Culture du Japon (日本芸術文化振興会, Nihon geijutsu bunka shinkyō kai?, JAC), créé en 2002 en tant qu'IAI afin de centraliser la gestion du réseau des théâtres nationaux : le Théâtre national du Japon (国立劇場, Kokuritsu Gekijō?, NTJ, vaste complexe créé en 1966 dans le district d'Hayabusachō et l'arrondissement de Chiyoda à Tōkyō et consacré au théâtre et à la danse japonaise avec une Grande Salle accueillant des représentations de kabuki, de buyō ou des pièces, une Petite Salle pour le bunraku, la musique japonaise, les petits spectacles de buyō, le gagaku, le shōmyō et le théâtre folklorique, et enfin l'Engeijō, ou théâtre de rakugo, dans un bâtiment séparé pour les performances de rakugo et de manzai), le Théâtre national de Rakugo (国立演芸場, Kokuritsu Engeijō?, engeijō, ou théâtre pour le rakugo, créé en 1979 et voisin du Théâtre national dans l'arrondissement de Chiyoda à Tōkyō), le Théâtre national du nō (国立能楽堂, Kokuritsu Nōgaku-dō?, créé en 1983 dans le district de Sendagaya et l'arrondissement de Shibuya à Tōkyō, consacré, comme son nom l'indique, au Nō), le Théâtre national de bunraku (国立文楽劇場, Kokuritsu Bunraku Gekijō?, complexe consacré au bunraku dans le district de Nipponbashi et l'arrondissement de Chūō à Ōsaka, créé en 1984, il accueille également des représentations de buyō, de rakugo et de manzai), le Nouveau Théâtre national (新国立劇場, Shin Kokuritsu Gekijō?, NNT, créé en 1997 dans le district de Honmachi et l'arrondissement de Shibuya  à Tōkyō pour accueillir les spectacles vivants non traditionnels, comme l'opéra, le ballet, la danse contemporaine et le drame, il comprend un Opéra de 1 814 places, un Théâtre de 1 038 places et une salle de concert de 468 places) et le Théâtre national d'Okinawa (国立劇場おきなわ, Kokuritsu Gekijō Okinawa?, ONT, créé en 2004 pour établir un équivalent du Théâtre national de Tōkyō à Okinawa, il est situé à Urasoe dans la préfecture d'Okinawa). À cela il faut ajouter le Centre d'information sur les spectacles traditionnels (伝統芸能情報館, Dentō geinō jōhō kan?), situé également à Hayabusachō et dans l'arrondissement de Chiyoda à Tōkyō, à la fois centre de recherche, d'archives et musée sur le théâtre japonais.

### Corporation des Universités nationales
La Corporation des Universités nationales (国立大学法人, Kokuritsu Daigaku Hōjin), type d'organisation gouvernementale pleinement spécifique créée lors de la réforme des Universités nationales (publiques) de 2004 les transformant en établissements publics pleinement autonomes. La Corporation est chargée de coordonner les actions des universités et de centraliser les informations fournies par ces dernières (inscriptions, notes, programmes, résultats de recherche, diplômes) à destination des étudiants, du gouvernement ou du secteur privé, sous le contrôle du ministère de l'éducation. En avril 2008, il existait 86 Universités nationales réparties dans tout le Japon.